# Ololygon skaios
Espèce
Synonymes
- Scinax skaios Pombal, Carvalho, Canelas & Bastos, 2010

Ololygon skaios est une espèce d'amphibiens de la famille des Hylidae.

## Répartition
Cette espèce est endémique de l'État de Goiás au Brésil. Elle se rencontre à Santa Rita do Novo Destino.

## Description
Les mâles mesurent de 23,2 à 27,6 mm et les femelles de 29,7 à 36,1 mm. Son dos varie selon les individus du beige au vert pâle, au brun ou au brun foncé avec des taches irrégulières noires. Son ventre est blanc ou brun clair ; sa gorge est blanche avec des taches beige.

## Étymologie
Son nom d'espèce, du grec skaios, « de l'Ouest », lui a été donné en référence à aire de répartition. Celle-ci est en effet située plus à l'ouest que celles des autres membres du groupe Scinax catharinae présents essentiellement sur la façade atlantique.

## Publication originale
- Pombal, Carvalho, Canelas & Bastos, 2010 : A new Scinax of the S. catharinae species group from central Brazil (Amphibia: Anura: Hylidae). Zoologia, vol. 27, no 5, p. 795-802 (texte intégral).